# Gambarogno
Gambarogno é uma comuna da Suíça, situada no distrito de Locarno, no cantão de Ticino. Tem 51,74 km² de área e sua população em 2018 foi estimada em 5.192 habitantes.
Foi criada em 25 de abril de 2010, a partir da fusão das antigas comunas de Caviano, Contone, Gerra, Indemini, Magadino, Piazzogna, San Nazzaro, Sant'Abbondio e Vira.